# Liste von Söhnen und Töchtern der Stadt Nantes
Die folgende Liste enthält in Nantes geborene Persönlichkeiten, chronologisch aufgelistet nach dem Geburtsjahr. Die Liste erhebt keinen Anspruch auf Vollständigkeit.

## In Nantes geborene Persönlichkeiten

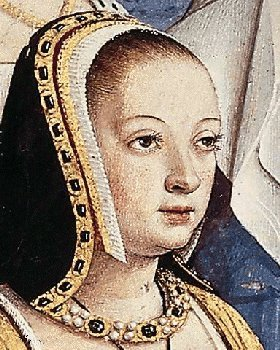
Anne de Bretagne

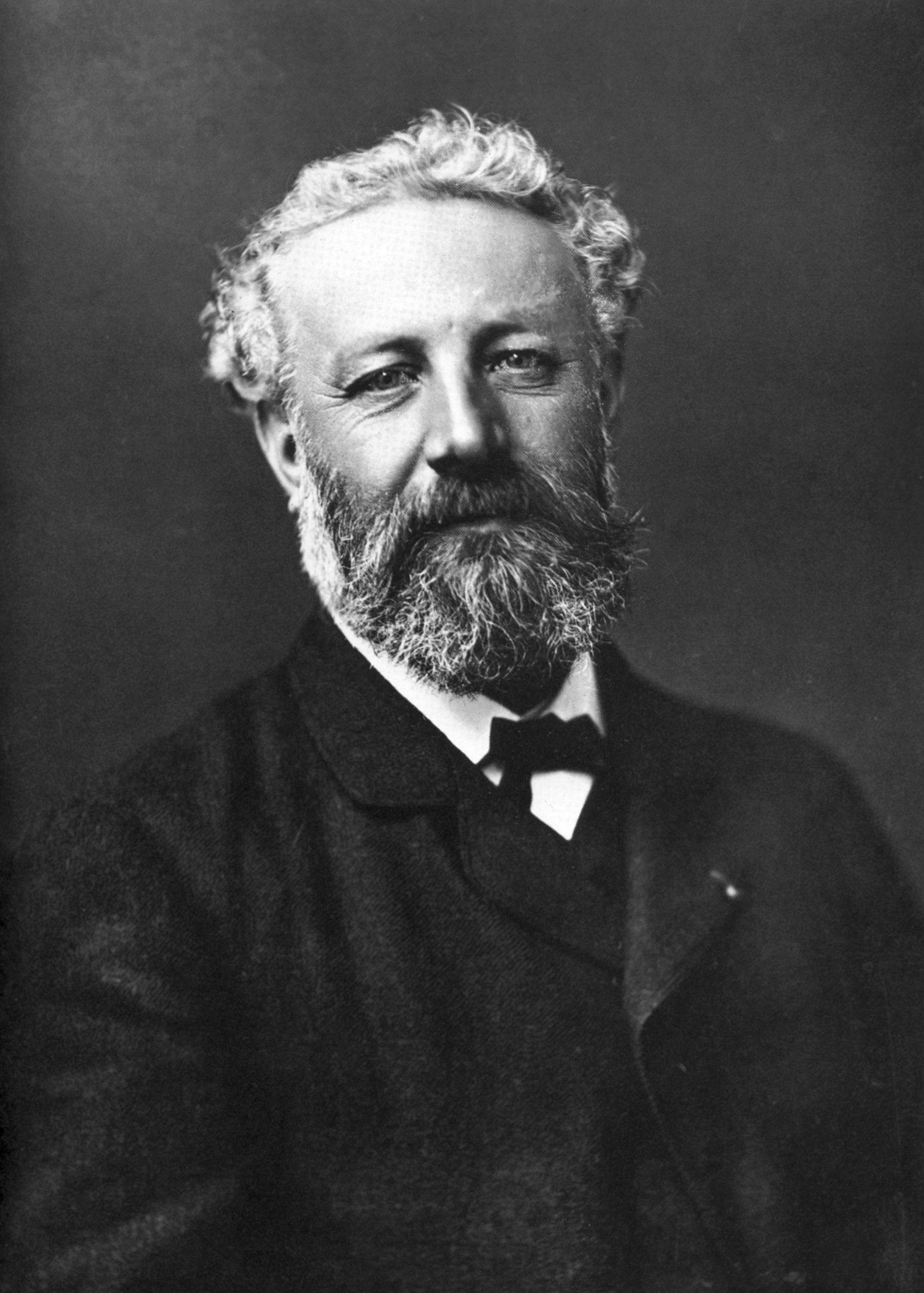
Jules Verne

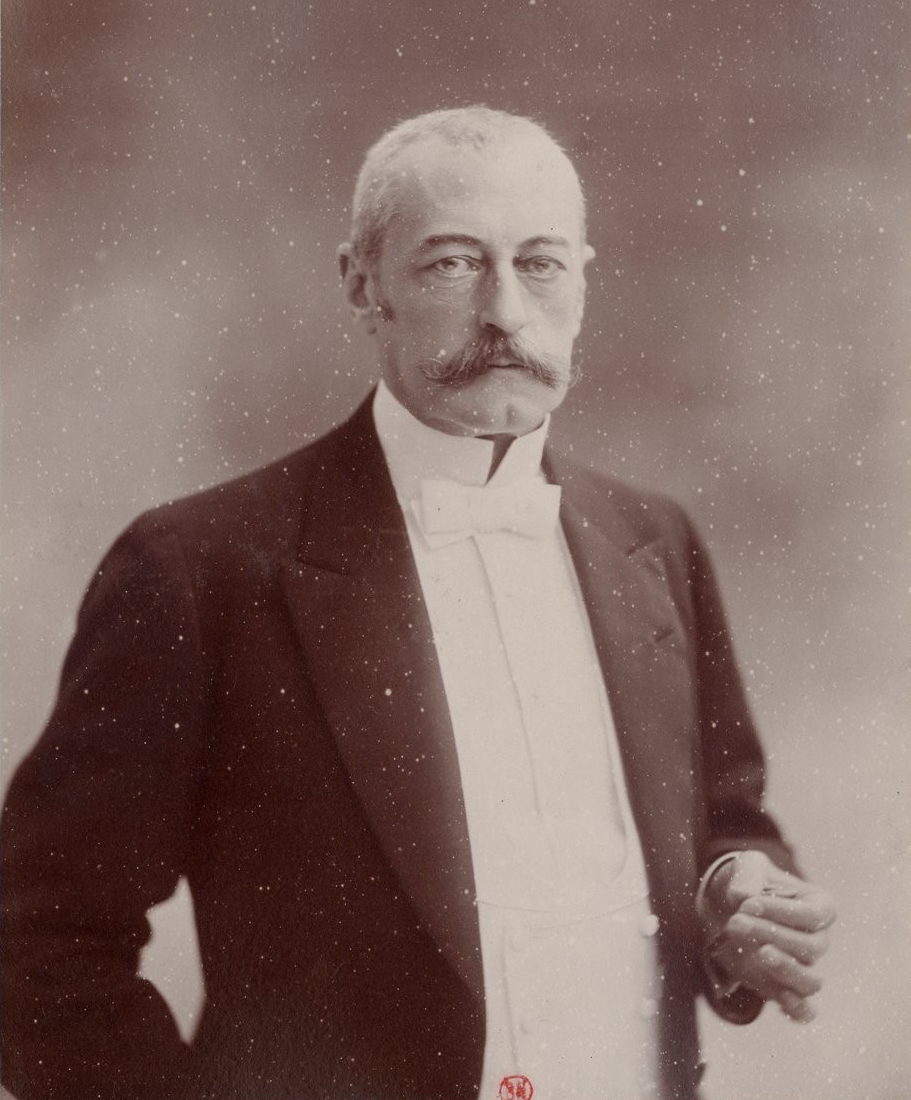
Pierre Waldeck-Rousseau

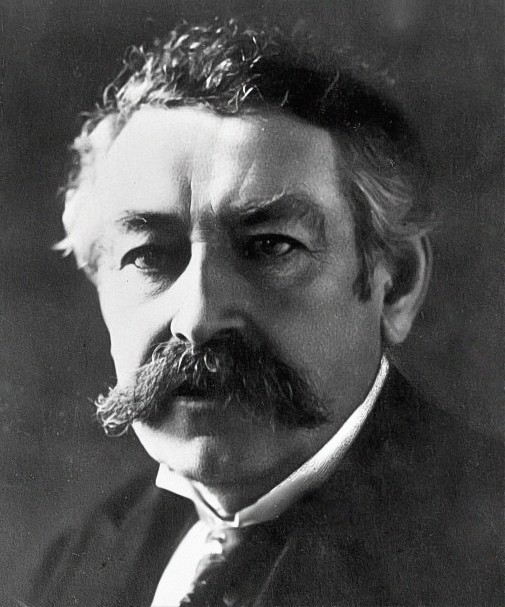
Aristide Briand

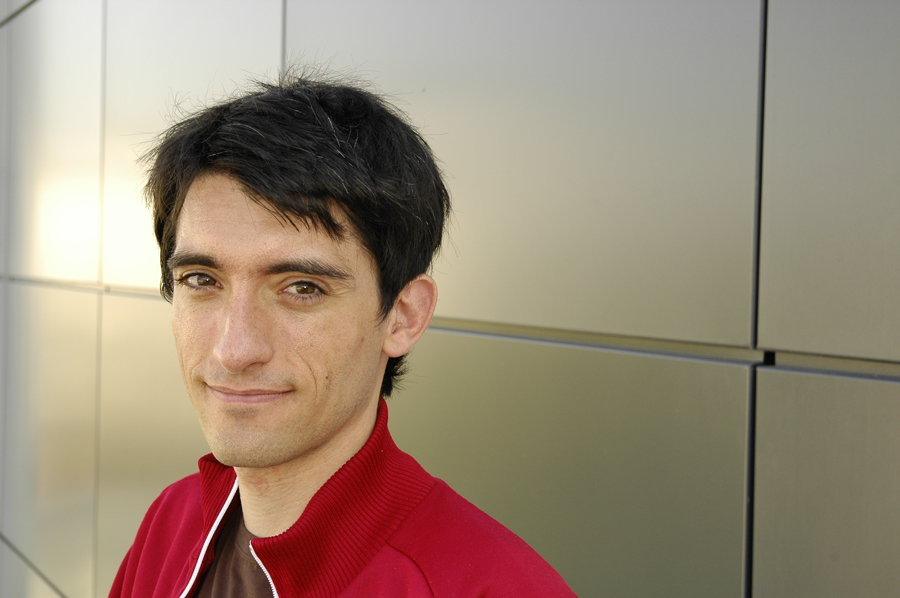
Raphaël Marionneau

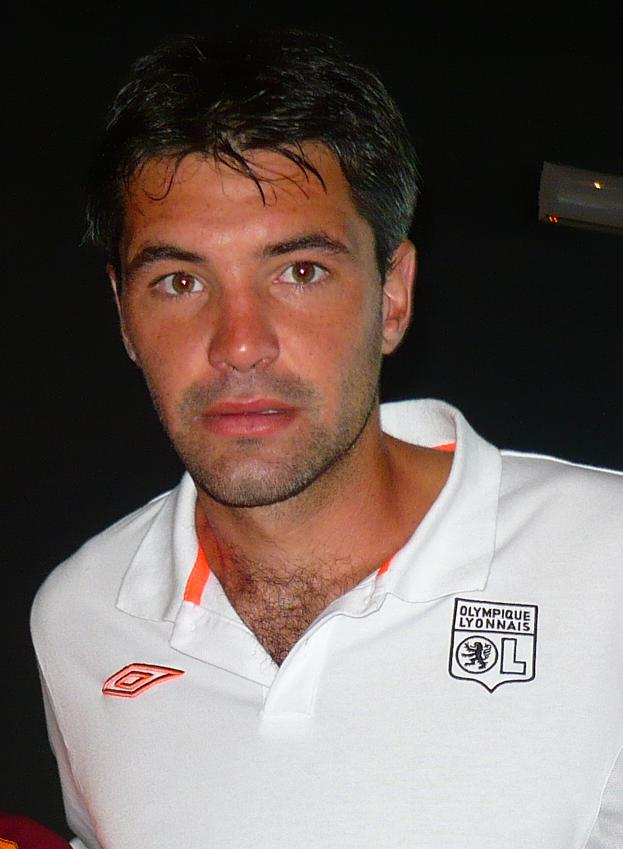
Jérémy Toulalan

### Bis 1800
- Anne de Bretagne (1477–1514), Herzogin der Bretagne
- Pierre Boaistuau (~1520–1566), Herausgeber, Schriftsteller und Übersetzer
- François de La Noue (1531–1591), Hugenottenführer und Schriftsteller
- Jacques Grandami (1588–1672), Theologe und Astronom
- Alexandre de Vendôme (1598–1629), unehelicher Sohn von König Heinrich IV. und Gabrielle d’Estrées
- Jean-Jacques Renouard de Villayer (1607–1691), Politiker
- Maturin Veyssière de La Croze (1661–1739), Linguist
- Germain Boffrand (1667–1754), Baumeister und Innenarchitekt
- Jacques Cassard (1679–1740), Kapitän und Freibeuter
- Ricardo Wall (1694–1777), Offizier, Diplomat und Politiker in Diensten der spanischen Krone
- Julien de Lallande Poydras (1740–1824), US-amerikanischer Politiker
- Peter Ochs (1752–1821), Schweizer Politiker, Jurist und Historiker
- Constance Marie zu Salm-Reifferscheidt-Dyck (1767–1845), französische Dichterin und Schriftstellerin („Constance de Salm“), deutsche Fürstin zu Salm-Reifferscheidt-Dyck
- Louise Antonini (1771–1861), Korsarin und Soldatin
- Frédéric Cailliaud (1787–1869), Afrikaforscher
- François Benoist (1794–1878), Organist, Orgellehrer und Komponist

### 1801 bis 1850
- Melanie von Schlotheim (1803–1876), uneheliche Tochter von Jérôme Bonaparte
- Lucien Vidie (1805–1866), Ingenieur und Erfinder
- Léonce Charles Ulrich Pelloutier (1808–1879), Rechtsanwalt, Politiker und Journalist
- J. G. Maisonneuve (1809–1897), Chirurg
- Jules Dupré (1811–1889), Landschaftsmaler
- Félix Thomas (1815–1875), Maler, Architekt, Bildhauer und Kupferstecher
- Évariste-Vital Luminais (1821–1896), Maler
- Aristide Hignard (1822–1898), Komponist
- Henri-Pierre Picou (1824–1895), Maler
- Charles Monselet (1825–1888), Schriftsteller, Journalist, Lyriker und Librettist
- Elie Delaunay (1828–1891), Maler
- Jules Verne (1828–1905), Schriftsteller
- Paul Verne (1829–1897), Seefahrer und Hobbyautor
- Louis Édouard Bureau (1830–1918), Mediziner und Botaniker
- Jules Arnous de Rivière (1830–1905), Schachspieler
- James Tissot (1836–1902), Maler und Grafiker
- Désiré-François-Xavier Van Camelbeke (1839–1901), römisch-katholischer Ordensgeistlicher und Apostolischer Vikar von Ost-Cochin
- Louis-Albert Bourgault-Ducoudray (1840–1910), Komponist
- Théodore Ritter (1840–1886), Pianist und Komponist
- Charles-Ange Laisant (1841–1920), Politiker und Mathematiker
- Louis Debierre (1842–1920), Orgelbauer
- Gaston Serpette (1846–1904), Komponist
- Pierre Waldeck-Rousseau (1846–1904), Rechtsanwalt und Politiker
- Paul Puget (1848–1917), Komponist

### 1851 bis 1900
- Maxime Maufra (1861–1918), Maler
- Aristide Briand (1862–1932), Politiker
- Pierre Émile Cornillier (1862–1948), Maler, Lithograf und Essayist
- Raymond Sabouraud (1864–1938), Dermatologe und Mykologe
- Félix de Vial (1864–1949), Général de brigade
- Paul Émile Chabas (1869–1937), Maler
- Émile Barazer de Lannurien (1876–1954), Offizier
- Paul Ladmirault (1877–1944), Komponist
- Pierre Rousselot (1878–1915), Jesuit, Philosoph und Theologe
- Jean-Alexandre Barré (1880–1967), Neurologe
- Pierre Roy (1880–1950), Maler
- Cécile Lauru (1881–1959), Cellistin und Komponistin
- George Barbier (1882–1932), Maler, Illustrator und Modeschöpfer
- Jean Metzinger (1883–1956), Maler
- Joseph Peroteaux (1883–1967), Fechter
- Georges Painvin (1886–1980), Geologe
- Jules Moriceau (1887–1977), Autorennfahrer
- Michel Coiffard (1892–1918), Jagdflieger
- Suzanne Malherbe (1892–1972), surrealistische Künstlerin
- Alfred Heurteaux (1893–1985), Offizier
- Claude Cahun (1894–1954), Schriftstellerin und Fotografin
- Jan Martel (1896–1966), Bildhauer, Designer und Inneneinrichter
- Joël Martel (1896–1966), Bildhauer, Designer und Inneneinrichter
- Jean Sarment (1897–1976), Schauspieler, Dramatiker und Romancier
- Armand Thirard (1899–1973), Kameramann

### 1901 bis 1950
- Jean Leray (1906–1998), Mathematiker
- Camille Bryen (1907–1977), Maler und Dichter
- Marcel Vandernotte (1909–1993), Ruderer
- Jean Cosmat (1910–2010), Ruderer
- Marcel Chauvigné (1911–1972), Ruderer
- Pierre Sebilleau (1912–1976), Botschafter
- Adolphe-Maria Gustave Hardy (1920–2011), Bischof
- Gabrielle Wittkop (1920–2002), Schriftstellerin, Künstlerin, Essayistin und Journalistin
- Denys de La Patellière (1921–2013), Filmregisseur und Drehbuchautor
- Jean Delumeau (1923–2020), Historiker und Professor
- Jean Graton (1923–2021), belgischer Comic-Zeichner und -Autor
- Pierre Barbotin (1926–2009), Radrennfahrer
- Yves-Maria Guy Dubigeon (1927–2007), Bischof
- Michel Crouzet (1928–2023), Romanist und Literaturwissenschaftler
- Pierre Okley (1929–2007), Illustrator und Plakatgestalter
- Yves Camus (* 1930), Sprinter
- Eric Tabarly (1931–1998), Hochseesegler
- Roger Tessier (* 1939), Komponist
- Claire Bretécher (1940–2020), Zeichnerin und Autorin
- Paul Lemeteyer (* 1942), Radrennfahrer
- Patrick Poirier (* 1942), Künstler

### 1951 bis 1975
- Thierry Fortineau (1953–2006), Schauspieler
- Loïc Amisse (* 1954), Fußballspieler und -trainer
- Marie-Hélène Aubert (* 1955), Politikerin
- Bertrand Renaudin (* 1955), Jazzmusiker
- Marc Caro (* 1956), Künstler
- Hervé Gosselin (* 1956), Bischof von Angoulême
- Benoît Bertrand (* 1960), Bischof von Pontoise
- Olivier Leborgne (* 1963), Bischof von Arras
- Patrice Roussel (* 1963), Rennfahrer und Rennstallbesitzer
- Didier Poiraud (* 1966), Regisseur, Drehbuchautor und Schauspieler
- Max Robert (* 1967), Bobfahrer und Sprinter
- Kamlo Barré (* 1968), Jazzmusiker
- Joachim Garraud (* 1968), House-DJ und -Produzent
- Julien Boisselier (* 1970), Schauspieler
- Ezec Le Floc’h (* 1970), Zirkuskünstler
- Raphaël Marionneau (* 1970), DJ und Grafiker
- Jan Michaelsen (* 1970), Fußballspieler und -trainer
- Philippe Orreindy (* 1970), Filmregisseur und Drehbuchautor
- Sophie Errante (* 1971), Politikerin
- Edward Perraud (* 1971), Schlagzeuger und Perkussionist
- Ulrich Ramé (* 1972), Fußballtorhüter
- Éléonore Faucher (1973–2023), Filmregisseurin
- Linda Hardy (* 1973), Schauspielerin und Model
- Geoffroy Tamisier (* 1973), Jazzmusiker
- Sarah Abitbol (* 1975), Eiskunstläuferin
- Laurent Batlles (* 1975), Fußballspieler
- Yann Goudy (* 1975), Autorennfahrer

### Ab 1976
- Pascaline Dupas (* 1976), Wirtschaftswissenschaftlerin und Professorin
- Lilian Jégou (* 1976), Radrennfahrer
- David Terrien (* 1976), Autorennfahrer
- Loïc Lerouge (* 1977), Sprinter
- Jeanne Cherhal (* 1978), Singer-Songwriterin
- Anthony Charteau (* 1979), Radrennfahrer
- Jérémy Toulalan (* 1983), Fußballspieler
- Emerse Faé (* 1984), ivorischer Fußballspieler
- Yann Guyader (* 1984), Inline-Speedskater
- Lucie Pinson (* 1985), Umweltaktivistin
- Grégory Tadé (* 1986), Fußballspieler
- Romain Lecuyer (Geburtsjahr unbekannt), Kontrabassist und Tangomusiker
- Floria Gueï (* 1990), Leichtathletin
- Chaker Alhadhur (* 1991), komorisch-französischer Fußballspieler
- Pierre-Ambroise Bosse (* 1992), Leichtathlet
- Boris Dallo (* 1994), Basketballspieler
- Hugo Pierre Leclercq (* 1994), Electropop-Produzent
- Simon Moullier (* 1994), Jazzmusiker
- Abdoulaye Touré (* 1994), Fußballspieler
- Robin Cantegrel (* 1995), Handballtorwart
- Nathan Vandenbulcke (* 1996), Jazzmusiker
- Orlane Ahanda (* 1998), Handballspielerin
- Sacha Alessandrini (* 1999), Leichtathletin
- Sofian Bahloul (* 1999), französisch-algerischer Fußballspieler
- Matis Carvalho (* 1999), portugiesisch-französischer Fußballspieler
- Sofiane Djeffal (* 1999), französisch-algerischer Fußballspieler
- Louis Barré (* 2000), Radrennfahrer
- Chloé Sauvourel (* 2000), zentralafrikanische Schwimmerin
- Lohann Doucet (* 2002), französisch-burkinischer Fußballspieler
- Quentin Merlin (* 2002), Fußballspieler
- Robin Voisine (* 2002), Fußballspieler
- Nathan Zézé (* 2005), französisch-ivorischer Fußballspieler